# Шаранська сільська рада
Шара́нська сільська рада (рос. Шаранский сельский совет) — муніципальне утворення у складі Шаранського району Башкортостану, Росія. Адміністративний центр — село Шаран.

## Населення
Населення — 6709 осіб (2019, 6838 у 2010, 6548 у 2002).

## Склад
До складу поселення входять такі населені пункти:
| Населений пункт  | Населення, осіб (2002) | Населення, осіб (2010) |
| ---------------- | ---------------------- | ---------------------- |
| Наратасти, село  | 825                    | 735                    |
| Тархан, присілок | 179                    | 174                    |
| Шаран, село      | 5544                   | 5929                   |